# 圣克罗蒂德圣殿 (巴黎)

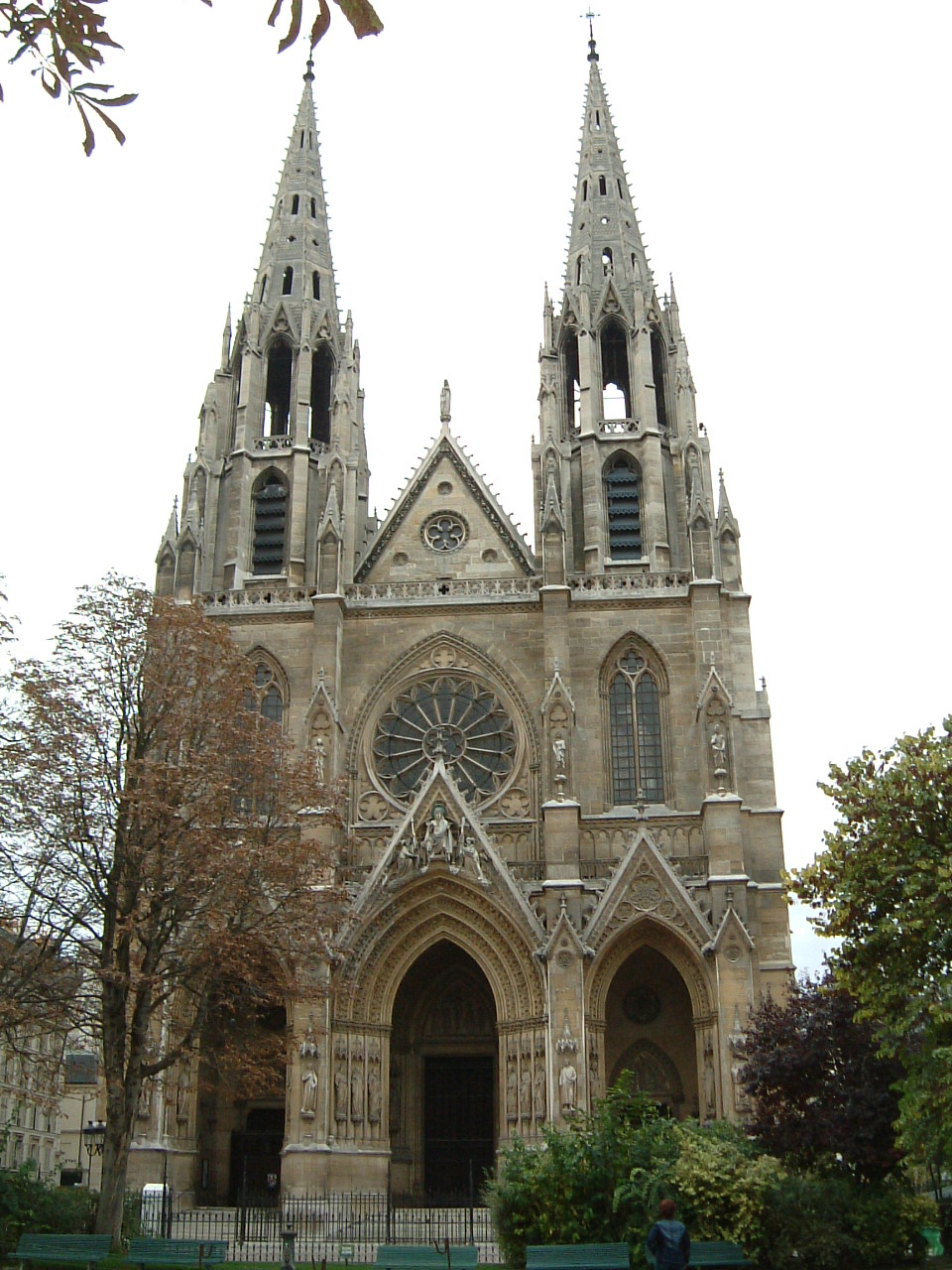
西面

圣克洛狄德圣殿（Basilique Ste-Clotilde）是法国巴黎第七区的一座天主教宗座圣殿，位于马蒂尼亚克路12号，以其壮观的双塔和管风琴闻名。

## 历史
本教堂起初由巴黎市议会于1827年提议兴建。工程于1846年动工，由科隆的建筑师F. C. Gau设计，属新哥特式建筑。1853年，Gau去世，由Théodore Ballu接替其工作，于1857年才最终建成。1857年11月30日由Morlot枢机主教祝圣。

## 管风琴
本教堂以其阿里斯蒂德·卡瓦耶-科尔(Aristide Cavaillé-Coll)管风琴著称于世。许多享有盛誉的作曲家兼管风琴演奏家都用过它，如：
- César Franck 1859-1890
- Gabriel Pierné 1890-1898
- Charles Tournemire 1898-1939
- Joseph-Ermend Bonnal 1942-1944
- Jean Langlais 1945-1987
- Jacques Taddei 1987-

48°51′30″N 2°19′09″E / 48.85833°N 2.31917°E
Template:巴黎名胜